# Audi S8
Audi S8 er Audis flagskib, som har det højeste udstyrsniveau i Audi A8-serien.
Den er blevet produceret i 2 generationer, benævnt hhv. D2 og D3.

## D2 (1996−2003)
1. generation af S8 blev introduceret i 1996, og blev produceret indtil 2003.
Motoren var en tunet udgave af V8-motoren fra Audi A8, som ydede 220 kW (299 hk).

### Tekniske specifikationer
|                          | S8                                                        | S8                                                        |
| ------------------------ | --------------------------------------------------------- | --------------------------------------------------------- |
| Årgange:                 | 1996−1999                                                 | 1999−2003                                                 |
| Motortype:               | V8-motor med 5-ventilteknik og 4 overliggende knastaksler | V8-motor med 5-ventilteknik og 4 overliggende knastaksler |
| Slagvolume:              | 4,2 L (4172 cm³)                                          | 4,2 L (4172 cm³)                                          |
| Effekt:                  | 250 kW (340 hk)                                           | 265 kW (360 hk)                                           |
| Moment / omdr.:          | 410 Nm / 3.500                                            | 450 Nm / 3.400                                            |
| Topfart:                 | 250 km/t (elektronisk begrænset)                          | 250 km/t (elektronisk begrænset)                          |
| Acceleration 0-100 km/t: | 5,5 sek. (Tiptronic: 6,8 sek.)                            | 5,4 sek. (Tiptronic: 6,6 sek.)                            |
| Acceleration 0-200 km/t: | 23,4 sek.                                                 | 21,3 sek.                                                 |

## D3 (2006−nu)
2. generation af S8 blev introduceret i 2006 og er den nu aktuelle model.
|                          | S8                                                                                      |
| ------------------------ | --------------------------------------------------------------------------------------- |
| Årgange:                 | 2006−nu                                                                                 |
| Motortype:               | V10-motor med direkte benzinindsprøjtning, 4-ventilteknik og 4 overliggende knastaksler |
| Slagvolume:              | 5,2 L (5204 cm³)                                                                        |
| Effekt / omdr.:          | 331 kW (450 hk) / 7.000                                                                 |
| Moment / omdr.:          | 540 Nm / 3.500                                                                          |
| Topfart:                 | 250 km/t (elektronisk begrænset)                                                        |
| Acceleration 0-100 km/t: | 5,1 sek.                                                                                |